# Срђан Грабеж
Срђан Грабеж (Апатин, 2. априла 1991) српски је фудбалер. Може да одигра на више позиција на терену.
Грабеж је своју сениорску каријеру започео у родном Апатину, где је био члан првог тима локалне Младости, за који је дебитовао 2008. године. Одатле је лета 2010. отишао у Словачку, те се прикључио тамошњој Дубњици, из истоименог места на реци Ваху. Са тим клубом наступао је у првом и другом степену такмичења, а почетком 2013. прешао је у Спартак из Трнаве. Након шест месеци, колико је играо као уступљени играч, Грабеж је потписао вишегодишњи уговор са клубом. Услед проблема изазваних повредом, период по истеку уговора провео је без ангажмана. Лета 2016. вратио се у Србију и приступио екипи Братства из Пригревице. Ту се задржао до краја календарске 2017, а са клубом је освојио прво место на табели Српске лиге Војводине за сезону 2016/17. Пролећни део 2018. одиграо је као члан Србобрана, са којим је надметање у Војвођанској лиги Север завршио као победник и најбоље оцењени играч клуба, те на тај начин допринео пласману у виши степен такмичења. Пред почетак сезоне у Суперлиги Србије, Грабеж је лета 2018. потписао једногодишњи професионални уговор са ОФК Бачком из Бачке Паланке. Клуб је напустио у априлу наредне године као слободан играч, а недуго затим представљен је као појачање ТСЦ Бачке Тополе.

## Каријера

### Почеци
Срђан Грабеж рођен је 2. фебруара 1991. године у Апатину, где је прошао омладинску школу локалне Младости. За први тим тог клуба дебитовао је у сезони 2007/08, када је наступио на последња 4 сусрета Прве лиге Србије. Док је на прве три утакмице у игру улазио као резервиста, на затварању сезоне против екипе Севојна, Грабеж је одиграо читав сусрет и постигао једини погодак за Младост у поразу од 2ː1. На отварању наредне сезоне, против Инђије, Грабеж је увршен у стартну поставу своје екипе, док га је у 73. минуту утакмице на терену заменио Саша Попин. Значајнију улогу у тиму оставрио је током такмичарске 2009/10, када је одиграо 19 утакмица и постигао један гол у Првој лиги Србије.
Лета 2010. године, Грабеж је остварио свој први инострани ангажман, потписавши за Дубњицу на Ваху, екипу из истоименог града у Словачкој. Са том екипом такмичио се у Суперлиги Словачке током сезоне 2010/11. Он је у том такмичењу забележио 29 наступа и постигао два поготка, док је екипа по окончању сезоне испала у нижи степен такмичења, као последња на табели. Током наредне сезоне, а потом и такмичарске 2012/13, Грабеж је са екипом наступао у Другој лиги Словачке. Почетком 2013. напустио је клуб и прешао у Спартак из Трнаве, док је уговором остао везан за Дубњицу до лета исте године.

### Спартак Трнава
Почетком 2013. године, Грабеж је приступио екипи Спартака из Трнаве. У клуб је званично дошао као уступљени играч Дубњице, до краја такмичарске 2012/13. За клуб је дебитовао у 20. Суперлиге Словачке, када се нашао у стартној постави своје екипе на сусрету Њитром. Грабеж је у Спартаку задужио дрес са бројем 5, док је до краја сезоне забележио укупно 15 наступа, укључујући 13 лигашких и два куп сусрета. Лета исте године, Спартак је откупио Грабежов уговор, који је затим са клубом озваничио двогодишњу сарадњу. У сезони 2013/14, Грабеж је одиграо 19 лигашких утакмица, док се по једном наступио за резервни тим, као и у Куп такмичењу. Грабеж је такмичарске 2014/15. уписао два наступа за састав Спартака у Суперлиги Словачке, док је у игру ушао и на другој утакмици трећег кола квалификација за Лигу Европе, када је на терену заменио Ивана Шранца у 86. минуту сусрета. Одиграо је једну утакмицу за резервни састав, а највећи део сезоне пропустио је услед повреде и опоравка од операције колена. Клуб је са играчем продужио уговор, али је исти раскинут лета 2015. године, након обнове повреде и потребе за додатном операцијом.

### Братство Пригревица
Лета 2016, Грабеж се вратио у родни Апатин, те се прикључио екипи пригревичког Братства након уласка тог клуба у Српску лигу Војводине. За екипу је дебитовао на отварању сезоне 2016/17, против Омладинца из Нових Бановаца. На утакмици другог кола, против Радничког из Шида, Грабеж је постигао два поготка у победи свог тима, резултатом 5:0. Грабеж свој трећи гол постигао у 4. колу против беочинског Цемента, а до краја првог дела сезоне погађао је још у 13. и 14. колу сезоне, против Радничког из Сремске Митровице и панчевачког Железничара. Грабеж је у наставку сезоне погађао мрежу екипе Радничког у Шиду, у оквиру 17. такмичарске недеље, док је у последњих 13 кола одиграо укупно 7 утакмица, на којима је још три пута био стрелац. Неколико утакмица је пропустио, услед проблема са повредом, док је у Српској лиги Војводине наступио на 22 сусрета. Са својом екипом остварио је пласман на првом месту табеле тог такмичења, али је, након одустајања од Прва лига Србије, Братство наставило да се надмеће у трећем рангу. Поред лигашког дела сезоне, Грабеж је наступио и на неколико утакмица одиграних у оквиру подручног купа, док је екипа поражена у полуфиналу Купа Војводине од панчевачког Динама и на тај начин елиминисано из даљег такмичења. У првом делу такмичарске 2017/18, Грабеж је наступио на 6 сусрета у Српској лиги Војводине, а затим је, током зимске паузе, отишао из клуба.

### Србобран
Почетком 2018, Грабеж је приступио фудбалском клубу Србобрану, пред други део сезоне 2017/18. у Војвођанској лиги Север. За Србобран је дебитовао 10. марта исте године, у победи против екипе Младости из Турије, резултатом 2:0. Недуго затим, у наредном колу истог такмичења, Грабеж је постигао свој први погодак за клуб, у победи на гостовању Задругару у Српском Милетићу. Грабеж је, потом, погодио и у утакмицама против свог некадашњег клуба, Младости из Апатина, односно Будућности из Гложана, те се на тај начин уписао у стрелце на три узастопне утакмице. Након неколико утакмица без поготка, Грабеж је два пута погодио у победи над Таванкутом, резултатом 3:0 у 23. колу такмичења, Исти учинак поновио је и у наредном колу, против Радничког из Сомбора, док је касније постигао једини погодак своје екипе за победу над Тисом у Адорјану. Коначно, Грабеж је два гола такође постигао и против екипе Препорода из Новог Жедника, у победи од 9:0, везавши тако 7 погодака у серији од 4 утакмице на којима је био стрелац. Постигавши 10 голова на 12 одиграних утакмица за Србобран, Грабеж је по свом учинку проглашен најбољим играчем Србобрана на крају сезоне, а са клубом је изборио пласман у Српску лигу Војводине. По окончању сезоне наспустио је клуб.

### Бачка Бачка Паланка
Након вишедневног пробног периода, током ког је тренирао са екипом ОФК Бачке из Бачке Паланке, Грабеж је са клубом потписао једногодишњи уговор. Дебитовао је на отварању сезоне 2018/19, против Вождовца, на крову Тржног центра, где је Бачка поражена резултатом 1ː0. То је уједно био и његов први наступ у Суперлиги Србије, а на утакмици је јавно упоменут. Жути картон му је такође показан и на наредна два сусрета, против суботичког Спартака, те Напретка у Крушевцу. Грабеж се у наставку сезоне усталио у постави, а свој први погодак у дресу Бачке, Грабеж је постигао у 9. колу, на гостовању Земуну, а на тој утакмици је добио 4. жути картон у сезони, чиме је суспендован за сусрет следећег кола, против Рада. У међувремену је забележио је наступ и у шеснаестини финала Купа Србије, када је Бачка елиминисана од састава Будућности из Добановаца. По повратку у састав, Грабеж је јавне опомене добио и на утакмицама против Мачве у Шапцу, односно Динама у Врању. Свој други гол за Бачку, Грабеж је постигао у последњем колу јесењег дела сезоне, у поразу од Радника у Сурдулици, резултатом 3:2. У наставку сезоне, Грабеж је на другом сусрету против Мачве такође добио жути картон, након прекршаја над Александром Ђоковићем у шеснаестерцу своје екипе, док је казнени ударац материјализовао Ненад Гаврић за минималну победу гостујућег тима. Касније је неколико утакмица пропустио због прелома ножног прста. У састав се вратио на почетку доигравања за опстанак, против Радника у Сурдулици. Коначно, на трећој утакмици у сезони против шабачке Мачве, Грабеж је, некон корнера Николе Радовића, асистирао Немањи Илићу за погодак. Утакмица је завршена нерешеним резултатом, 2:2. Пред крај првенства, Грабеж је споразумно раскинуо уговор, те је клуб напустио као слободан играч.

### ТСЦ Бачка Топола
Дана 29. маја 2019. године, Грабеж је представљен као прво појачање екипе ТСЦ Бачке Тополе, која је претходно изборила пласман у Суперлигу Србије за сезону 2019/20. На отварању новог првенства Србије у фудбалу, против Вождовца на крову Тржног центра, Грабеж није био у протоколу. Грабеж, такође, ни у другом колу није био у протоколу, док је тренер Золтан Сабо на гостовању у емисији Преглед кола на Арени спорт, рекао да је играч повређен. Грабеж се у саставу ТСЦ Бачке Тополе нашао на сусрету 6. кола Суперлиге Србије, против екипе Инђије, када је утакмицу започео на клупи за резервне играче. У игру је ушао у 68. минуту, заменивши на терену Борка Дуроњића. Грабеж је, као резервиста, у игру ушао и на наредној утакмици, против екипе Партизана. Након репрезентативне паузе, Грабеж се по први пут нашао у првој постави своје екипе, за сусрет 8. кола, против шабачке Мачве, који је завршен без погодака. На утакмици 9. кола Суперлиге Србије, против Напретка у Крушевцу, Грабеж је такође био међу стартерима. Он је најпре асистирао Владимиру Силађију за први погодак, док је у 87. минуту поставио коначних 1 : 3 на том сусрету. Неколико дана касније наступио је и у шеснаестини финала Купа Србије, када је са екипом поново гостовао истом противнику, после чега је остварила пласман у следећу фазу такмичења. Свој други погодак у сезони, Грабеж је постигао у поразу од Јавора у Ивањици у 12. колу Суперлиге. У четрнаестом колу лигашког такмичења, на гостовању Црвеној звезди, Грабеж је након покушаја ударца Марка Гобељића, скренуо путању лопте и тако постигао аутогол. На тој утакмици је, такође, био једини фудбалер којем је показана јавна опомена. Грабеж је касније уписао још две асистенције, против Младости у Лучанима, као и суботичког Спартака, док је последњи сусрет за календарску 2019, против новосадске Војводине пропустио због упарених жутих картона.

## Статистика

#### Клупска
Ажурирано 23. септембра 2020.
| Клуб                | Сезона               | Лига                   | Лига    | Лига   | Национални куп | Национални куп | Европа  | Европа | Остало  | Остало | Укупно  | Укупно |
| Клуб                | Сезона               | Дивизија               | Наступа | Голова | Наступа        | Голова         | Наступа | Голова | Наступа | Голова | Наступа | Голова |
| ------------------- | -------------------- | ---------------------- | ------- | ------ | -------------- | -------------- | ------- | ------ | ------- | ------ | ------- | ------ |
| Младост Апатин      | 2007/08.             | Прва лига Србије       | 4       | 0      | —              | —              | —       | —      | —       | —      | 4       | 0      |
| Младост Апатин      | 2008/09.             | Прва лига Србије       | 1       | 0      | —              | —              | —       | —      | —       | —      | 1       | 0      |
| Младост Апатин      | 2009/10.             | Прва лига Србије       | 19      | 1      | —              | —              | —       | —      | —       | —      | 19      | 1      |
| Младост Апатин      | Укупно               | Укупно                 | 24      | 1      | —              | —              | —       | —      | —       | —      | 24      | 1      |
| Дубњица на Ваху     | 2010/11.             | Суперлига Словачке     | 29      | 2      | —              | —              | —       | —      | —       | —      | 29      | 2      |
| Дубњица на Ваху     | 2011/12.             | Друга лига Словачке    | 15      | 0      | —              | —              | —       | —      | —       | —      | 15      | 0      |
| Дубњица на Ваху     | 2012/13.             | Друга лига Словачке    | 16      | 1      | —              | —              | —       | —      | —       | —      | 16      | 1      |
| Дубњица на Ваху     | Укупно               | Укупно                 | 60      | 3      | —              | —              | —       | —      | —       | —      | 60      | 3      |
| Спартак Трнава II   | 2013/14.             | Друга лига Словачке    | 1       | 0      | —              | —              | —       | —      | —       | —      | 1       | 0      |
| Спартак Трнава II   | 2014/15.             | Друга лига Словачке    | 1       | 0      | —              | —              | —       | —      | —       | —      | 1       | 0      |
| Спартак Трнава II   | Укупно               | Укупно                 | 2       | 0      | —              | —              | —       | —      | —       | —      | 2       | 0      |
| Спартак Трнава      | 2012/13. (позајмица) | Суперлига Словачке     | 13      | 0      | 2              | 0              | —       | —      | —       | —      | 15      | 0      |
| Спартак Трнава      | 2013/14.             | Суперлига Словачке     | 19      | 0      | 1              | 0              | —       | —      | —       | —      | 20      | 0      |
| Спартак Трнава      | 2014/15.             | Суперлига Словачке     | 2       | 0      | 0              | 0              | 1       | 0      | —       | —      | 3       | 0      |
| Спартак Трнава      | 2015/16.             | Суперлига Словачке     | 0       | 0      | 0              | 0              | 0       | 0      | —       | —      | 0       | 0      |
| Спартак Трнава      | Укупно               | Укупно                 | 34      | 0      | 3              | 0              | 1       | 0      | —       | —      | 38      | 0      |
| Братство Пригревица | 2016/17.             | Српска лига Војводина  | 22      | 9      | —              | —              | —       | —      | 3       | 0      | 25      | 9      |
| Братство Пригревица | 2017/18.             | Српска лига Војводина  | 6       | 0      | —              | —              | —       | —      | —       | —      | 6       | 0      |
| Братство Пригревица | Укупно               | Укупно                 | 28      | 9      | —              | —              | —       | —      | 3       | 0      | 31      | 9      |
| Србобран            | 2017/18.             | Војвођанска лига Север | 12      | 10     | —              | —              | —       | —      | —       | —      | 12      | 10     |
| Бачка Бачка Паланка | 2018/19.             | Суперлига Србије       | 23      | 2      | 1              | 0              | —       | —      | —       | —      | 24      | 2      |
| ТСЦ Бачка Топола    | 2019/20.             | Суперлига Србије       | 21      | 2      | 1              | 0              | —       | —      | —       | —      | 22      | 2      |
| ТСЦ Бачка Топола    | 2020/21.             | Суперлига Србије       | 0       | 0      | —              | —              | —       | —      | —       | —      | 0       | 0      |
| ТСЦ Бачка Топола    | Укупно               | Укупно                 | 21      | 2      | 1              | 0              | —       | —      | —       | —      | 22      | 0      |
| Каријера            | Каријера             | Каријера               | 204     | 27     | 5              | 0              | 1       | 0      | 3       | 0      | 213     | 27     |